# Eritrihijum
Eritrihijum (lat. Eritrichium), rod trajnica iz porodice Boraginaceae. Postoji sedamdesetak vrsta po Euroaziji i Sjevernoj Americi

## Vrste
1. Eritrichium acicularum Y.S.Lian & J.Q.Wang
2. Eritrichium aktonense Y.S.Lian & J.Q.Wang
3. Eritrichium aldanense Ovczinnikova
4. Eritrichium alpinum Ovczinnikova
5. Eritrichium arctisibiricum (V.V.Petrovsky) A.P.Khokhr.
6. Eritrichium arenosum D.F.Murray
7. Eritrichium aretioides (Cham.) DC.
8. Eritrichium argenteum W.Wight
9. Eritrichium axilliflorum Li Bing Zhang & Yi F.Duan
10. Eritrichium baicalense Popov ex Ovczinnikova
11. Eritrichium boreale D.F.Murray
12. Eritrichium borealisinense Kitag.
13. Eritrichium caespitosum Ovcz.
14. Eritrichium canum (Benth.) Kitam.
15. Eritrichium caucasicum (Albov) Grossh.
16. Eritrichium chamissonis A.DC.
17. Eritrichium confertiflorum W.T.Wang
18. Eritrichium deltodentum Y.S.Lian & J.Q.Wang
19. Eritrichium deqinense W.T.Wang
20. Eritrichium dubium O.Fedtsch.
21. Eritrichium echinocaryum (I.M.Johnst.) Y.S.Lian & J.Q.Wang
22. Eritrichium fetisowii Regel
23. Eritrichium fruticulosum Klotzsch
24. Eritrichium gracillimum Rech.f.
25. Eritrichium grandiflorum D.F.Murray
26. Eritrichium hemisphaericum W.T.Wang
27. Eritrichium howardii (A.Gray) Rydb.
28. Eritrichium humillimum W.T.Wang
29. Eritrichium huzhuense X.F.Lu & G.R.Zheng
30. Eritrichium incanum (Turcz.) A.DC.
31. Eritrichium jacuticum Popov
32. Eritrichium jenisseense Turcz. ex A.DC.
33. Eritrichium kamelinii Ovczinnikova
34. Eritrichium kangdingense W.T.Wang
35. Eritrichium karavaevii Ovcz.
36. Eritrichium latifolium Kar. & Kir.
37. Eritrichium laxum I.M.Johnst.
38. Eritrichium lianyongshanii Li Bing Zhang & Yi F.Duan
39. Eritrichium longifolium Decne.
40. Eritrichium longipes Y.S.Lian & J.Q.Wang
41. Eritrichium mandshuricum Popov
42. Eritrichium medicarpum Y.S.Lian & J.Q.Wang
43. Eritrichium mertonii Riedl
44. Eritrichium minimum (Brand) H.Hara
45. Eritrichium nanum (L.) Gaudin
46. Eritrichium nipponicum Makino
47. Eritrichium ochotense Jurtzev & A.P.Khokhr.
48. Eritrichium oligocanthum Y.S.Lian & J.Q.Wang
49. Eritrichium pamiricum B.Fedtsch. ex O.Fedtsch.
50. Eritrichium pauciflorum DC.
51. Eritrichium pectinatociliatum Y.S.Lian & J.Q.Wang
52. Eritrichium pectinatum (Pall.) DC.
53. Eritrichium pendulifructum Y.S.Lian & J.Q.Wang
54. Eritrichium petiolare W.T.Wang
55. Eritrichium pseudolatifolium Popov
56. Eritrichium pseudostrictum Popov
57. Eritrichium pulviniforme Popov
58. Eritrichium putoranicum Ovczinnikova
59. Eritrichium qofengense Y.S.Lian & J.Q.Wang
60. Eritrichium relictum Kudab.
61. Eritrichium sajanense (Malyschev) Sipliv.
62. Eritrichium sericeum (Lehm.) A.DC.
63. Eritrichium serxuense W.T.Wang
64. Eritrichium sichotense Popov
65. Eritrichium sinomicrocarpum W.T.Wang
66. Eritrichium spathulatum (Benth.) C.B.Clarke
67. Eritrichium splendens Kearney ex W.Wight
68. Eritrichium subjacquemontii Popov
69. Eritrichium tangkulaense W.T.Wang
70. Eritrichium thomsonii (C.B.Clarke) I.M.Johnst.
71. Eritrichium thymifolium (A.DC.) Y.S.Lian & J.Q.Wang
72. Eritrichium tianschanicum Iljin ex Ovczinnikova
73. Eritrichium tschuktschorum Jurtzev & V.V.Petrovsky
74. Eritrichium turkestanicum Franch.
75. Eritrichium tuvinense Popov
76. Eritrichium uralense Serg.
77. Eritrichium villosum (Ledeb.) Bunge
78. Eritrichium wangwencaii Li Bing Zhang & Yi F.Duan

## Vanjske poveznice
|  | Zajednički poslužitelj ima još gradiva o temi Eritrichium |
|  | Wikivrste imaju podatke o taksonu Eritrichium             |